# Turretot
Turretot é uma comuna francesa na região administrativa da Normandia, no departamento de Sena Marítimo. Estende-se por uma área de 6,07 km². Em 2010 a comuna tinha 1 496 habitantes (densidade: 246,5 hab./km²).